# Suretone Records
Suretone Records ist ein US-amerikanisches Independent-Label aus Los Angeles.

## Geschichte
Suretone Records wurde 2006 von Jordan Schur gegründet. Schur war vorher sechs Jahre lang CEO von Geffen Records und vorher Gründer von Flip Records, die Limp Bizkit und Staind entdeckten. Suretone Records verkündete am 13. März 2006  ein Joint Venture mit der Universal Music Group und Interscope Records. Als Imprint erschienen über das Label unter anderem Alben von The Cure, Angels and Airwaves, Weezer und New Found Glory.
Das Label gehört heute zusammen mit Suretone Management, Mimran Schur Pictures und Suretone Pictures zu Suretone Entertainment, die alle Aktivitäten von Schur bündeln.

## Veröffentlichungen
Alben

| Jahr | Titel                                                                | Höchstplatzierung, Gesamtwochen, AuszeichnungChartplatzierungen (Jahr, Titel, Platzierungen, Wochen, Auszeichnungen, Anmerkungen) | Höchstplatzierung, Gesamtwochen, AuszeichnungChartplatzierungen (Jahr, Titel, Platzierungen, Wochen, Auszeichnungen, Anmerkungen) | Höchstplatzierung, Gesamtwochen, AuszeichnungChartplatzierungen (Jahr, Titel, Platzierungen, Wochen, Auszeichnungen, Anmerkungen) | Höchstplatzierung, Gesamtwochen, AuszeichnungChartplatzierungen (Jahr, Titel, Platzierungen, Wochen, Auszeichnungen, Anmerkungen) | Höchstplatzierung, Gesamtwochen, AuszeichnungChartplatzierungen (Jahr, Titel, Platzierungen, Wochen, Auszeichnungen, Anmerkungen) | Anmerkungen                                              |
| Jahr | Titel                                                                | DE | AT | CH | UK | US | Anmerkungen                                              |
| ---- | -------------------------------------------------------------------- | --- | --- | --- | --- | --- | -------------------------------------------------------- |
| 2006 | Angels & Airwaves: We Don’t Need to Whisper                          | DE18 (8 Wo.)DE | AT30 (8 Wo.)AT | — | UK6 Silber · (4 Wo.)UK | US4 Gold · (20 Wo.)US | Erstveröffentlichung am 23. Mai 2006                     |
| 2006 | The Pink Spiders: Teenage Graffiti                                   | — | — | — | — | — | Erstveröffentlichung am 1. August 2006                   |
| 2006 | New Found Glory: Coming Home                                         | — | — | — | UK86 (1 Wo.)UK | US19 (6 Wo.)US | Erstveröffentlichung am 19. September 2006               |
| 2007 | Chris Cornell: Carry On                                              | DE62 (1 Wo.)DE | AT74 (1 Wo.)AT | CH35 (3 Wo.)CH | UK31 (1 Wo.)UK | US18 (8 Wo.)US | Erstveröffentlichung am 25. Mai 2007                     |
| 2007 | Eastern Conference Champions: Ameritown                              | — | — | — | — | — | Erstveröffentlichung am 17. Juli 2007                    |
| 2007 | Drop Dead, Gorgeous: Worse Than a Fairy Tail                         | — | — | — | — | — | Erstveröffentlichung am 14. August 2007                  |
| 2007 | Angels & Airwaves: I-Empire                                          | DE77 (1 Wo.)DE | — | — | UK29 (2 Wo.)UK | US9 (13 Wo.)US | Erstveröffentlichung am 2. November 2007                 |
| 2007 | Meriwether: Make Your Move                                           | — | — | — | — | — | Wiederveröffentlichung, ursprünglich veröffentlicht 2005 |
| 2007 | Chris Cornell: The Roads We Choose – A Retrospective                 | — | — | — | — | — | Kompilation                                              |
| 2008 | New Found Glory: Hits                                                | — | — | — | — | US167 (1 Wo.)US | Erstveröffentlichung am 18. März 2008                    |
| 2008 | The Black Angels: Directions to See a Ghost                          | — | — | — | — | — | Erstveröffentlichung am 15. April 2008                   |
| 2008 | Shwayze: Shwayze                                                     | — | — | — | — | US10 (7 Wo.)US | Erstveröffentlichung am 19. August 2008                  |
| 2008 | From First to Last: From First to Last                               | — | — | — | — | US81 (2 Wo.)US | Erstveröffentlichung am 6. Mai 2008                      |
| 2008 | The Cure: 4:13 Dream                                                 | DE21 (4 Wo.)DE | AT28 (2 Wo.)AT | CH15 (4 Wo.)CH | UK33 (2 Wo.)UK | US16 (4 Wo.)US | Erstveröffentlichung am 27. Oktober 2008                 |
| 2009 | Drop Dead, Gorgeous: The Hot ’n’ Heavy                               | — | — | — | — | — | Erstveröffentlichung am 2. Juni 2009                     |
| 2008 | Shwayze: Let It Beat                                                 | — | — | — | — | US55 (1 Wo.)US | Erstveröffentlichung am 3. November 2009                 |
| 2016 | Twin Limb: Haplo                                                     | — | — | — | — | — | Erstveröffentlichung 2016                                |
| 2016 | ZZ Top: Tonite at Midnight: Live Greatest Hits from Around the World | DE35 (1 Wo.)DE | AT50 (1 Wo.)AT | CH30 (2 Wo.)CH | UK50 (21 Wo.)UK | US111 (1 Wo.)US | Erstveröffentlichung am 9. September 2016                |
| 2017 | Ded: Mis•an•thrope                                                   | — | — | — | — | — | Erstveröffentlichung: 21. Juli 2017                      |
| 2017 | Collective Soul: Live                                                | — | — | — | — | — | Erstveröffentlichung: 8. Dezember 2017                   |
| 2019 | Santana: Africa Speaks                                               | DE6 (8 Wo.)DE | AT9 (6 Wo.)AT | CH6 (10 Wo.)CH | UK35 (1 Wo.)UK | US3 (3 Wo.)US | Erstveröffentlichung am 9. September 2016                |
| 2021 | Limp Bizkit: Still Sucks                                             | DE54 (2 Wo.)DE | AT29 (2 Wo.)AT | CH35 (1 Wo.)CH | UK79 (1 Wo.)UK | US155 (1 Wo.)US | Erstveröffentlichung am 31. Oktober 2021                 |

### Singles & EPs
- 2006: Angels & Airwaves: It Hurts (7’’)
- 2006: Chris Cornell: You Know My Name
- 2006: Chris Cornell: Arms Around Your Love
- 2006: The Pink Spiders: Little Razorblade (7’’)
- 2007: Eastern Conference Champions: Single Sedative
- 2007: Eastern Conference Champions: Noah (7’’)
- 2007: Angels & Airwaves: Everything’s Magic
- 2007: Manic: Floor Boards (EP)
- 2007: Manic: Another New Home (EP)
- 2007: Manic: Carolina ghost remixes (7’’)
- 2007: Drop Dead, Gorgeous: They’ll Never Get Me (Word With You)
- 2008: From First to Last: From First to Last
- 2008: The Cure: The Only One
- 2008: The Cure: Freakshow
- 2008: The Cure: Sleep When I’m Dead
- 2008: The Cure: The Perfect Boy
- 2008: The Cure: Hypnagogic States EP
- 2008: Shwayze: Buzzin’
- 2014: Sarah Davidson: Same (EP)
- 2017: Collective Soul: Shine (digitale Single)
- 2018: Goodbye June: Secrets in the Sunset
- 2019: Santana: In Search of Mona Lisa
- 2021: Limp Bizkit: Dad Vibes

### Sonstige Veröffentlichungen
- 2006: The Cure: Festival 2006 (DVD)
- 2006: Suretone Summer Slam! (Promo-Sampler)
- 2007: Texas Tea (Promo-Sampler)
- 2008: The Abbey Compilation - Volume One (Kompilation)